# Уильямс, Майк Джей
Майк Джей Уильямс (англ. Michael Jay Williams; род. 16 октября 1929) — политический и государственный деятель Тринидада и Тобаго. Исполнял обязанности президента Тринидада и Тобаго в марте 1987 года.

## Биография
Сын Луи Джея Уильямса, имел брата Рональда Джея Уильямса. Политик и бизнесмен в Тринидаде и Тобаго. Майк Джей Уильямс учился на инженера в канадском Университете Куинс в Кингстоне. Был назначен в сенат Тринидада и Тобаго Артуром Наполеоном Реймондом Робинсоном после победы «Национального альянса за реконструкцию» на всеобщих выборах 1986 года. С 1986 по 1990 год Майк Джей Уильямс был председателем сената Тринидада и Тобаго. Был женат на Терезе Анне Танг и имел 11 детей: 5 мальчиков и шесть девочек.